# Massillargues-Attuech
 Massillargues-Attuech  es una población y comuna francesa, situada en la región de Languedoc-Rosellón, departamento de Gard, en el distrito de Alès y cantón de Anduze.

## Demografía
| 337 | 335 | 318 | 331 | 419 | 522 |
| Para los censos de 1962 a 1999 la población legal corresponde a la población sin duplicidades (Fuente: INSEE [Consultar]) |     |     |     |     |     |